# Ana Luiza Caetano
Ana Luiza Sliachticas Caetano (Maricá, 18 de novembro de 2002) é uma arqueira olímpica brasileira que compete em provas de arco recurvo. É tricampeã no Campeonato Brasileiro de Tiro com Arco.

## Carreira
Sua primeira paixão foi a vela que praticava desde os  7 anos, até que ela começou a praticar tiro com arco em 2014, através de um projeto de incentivo ao esporte em sua cidade de Maricá, Rio de Janeiro.
Em maio de 2018, ela se qualificou para os Jogos Olímpicos de Verão da Juventude de 2018 ao ganhar o ouro no feminino individual do torneio continental de classificação, na Cidade da Guatemala. Em outubro de 2018, nesses Jogos Olímpicos em Buenos Aires, ela participou nos eventos de equipe mista (junto com o belga Senna Roos, alcançando os oitavos de final) e individual feminino (derrotada nas eliminatórias).
Ela competiu nos Jogos Pan-Americanos de 2019, participando nas provas de recurvo individual feminino (empatada no nono lugar) e de recurvo por equipes femininas (quarto lugar junto com Ane Marcelle dos Santos e Graziela dos Santos).
Ela conquistou a medalha de bronze na prova individual e a de ouro na prova por equipes femininas nos Jogos Sul-Americanos de 2022 em Assunção, Paraguai. Ela ganhou a medalha de bronze na Copa do Mundo de Tiro com Arco de 2022 ao lado de Marcus D'Almeida na equipe mista recurva, derrotando a dupla vencedora das Olimpíadas de Tóquio de 2020, An San e Kim Je-deok.
Ela ganhou o ouro na equipe mista com Marcus D'Almeida no Campeonato Pan-Americano de Tiro com Arco de 2024 em Medellín, Colômbia, em abril de 2024. Ela conquistou o bronze com a equipe mista feminina no mesmo campeonato.
Ela foi selecionada para as Olimpíadas de Paris 2024 para competir na prova individual e também na equipe mista com Marcus D'Almeida. Após a rodada individual, ela avançou para os oitavos de final, ficando em 19º lugar.

## Vida pessoal
Publicou em 2013 o livro Bons Ventos: Diário de Aventuras Iradas sobre suas experiências velejando em parceria com seu irmão João Pio, que foi o ilustrador da obra. Três anos depois, ela lançou seu segundo livro Eureka.